# Lijst van Ommenaren
Dit is een lijst van personen die in de Nederlandse plaats Ommen zijn geboren, er hebben gewoond, of er zijn overleden.

## Geboren in Ommen
- Baron Adolph Warner van Pallandt van Eerde (1745-1823), politicus; lid van de staatsraad; lid van de Eerste Kamer; kasteelheer
- Baron Adolph Warner van Pallandt van Beerse (1780-1848), politicus; lid van de Eerste Kamer; landgoedeigenaar
- Baron Andries van Pallandt (1781-1827), lid van de staatsraad; koloniaal gezant; provinciaal bestuurder; kasteelheer
- Alexander Carel Bouwmeester (1822-1900), burgemeester van Gramsbergen, van Stad Ommen en Ambt Ommen; lid van Provinciale Staten van Overijssel
- August Pieter van Groeningen (1866-1894), schrijver
- Karel Gerrits (1887-1955), politicus ARP; burgemeester van Smilde en Onstwedde
- Martinus Adrianus Beek (1909-1987), theoloog
- Bertus Hurink (1926-2008), politicus VVD; burgemeester van Rolde en Bierum
- Elida Tuinstra (1931-2021), politica D'66; lid van de Tweede Kamer; lid van de Eerste Kamer
- Riet Vosjan (1939), politicus CHU/CDA; burgemeester van IJsselham en Warmond
- Roel van Aalderen (1943-2013), golfbaan- en landschapsarchitect
- Jan Lokin (1945-2022), hoogleraar rechtsgeschiedenis
- Edward Top (1972), componist
- Hermen Hogenkamp (1985), voetballer
- Nadja Olthuis (1986), voetbalster
- Linda de Graaff (1993), voetbalster
- Lieke Lambers (1993), voetbalster
- Stefan Westenbroek (2002), langebaanschaatser

## Woonachtig (geweest)
- A.C. van Raalte (1811-1876), gereformeerde dominee, stichter van Holland (Michigan)
- Willem Christiaan Theodoor van Nahuys (1820-1901), burgemeester van Diepenheim, Ambt Almelo, Stad Ommen en Ambt Ommen, Wijhe, Enschede en Zwolle; lid van Provinciale Staten van Overijssel
- Baron Rudolph Theodorus van Pallandt van Eerde (1868-1913), politicus CHU; lid van ode Eerste Kamer, gemeenteraadslid van Ambt-Ommen, lid van Provinciale Staten van Overijssel
- Titus Leeser (1903-1996), beeldhouwer en schilder
- François Haverschmidt (1906-1987), jurist en ornitholoog
- Aar van de Werfhorst (1907-1994), schrijver
- Meindert Zaalberg (1907-1989), pottenbakker [1]
- Jan Houtman (1917-1944), verzetsman
- Conrad M. Stibbe (1925), archeoloog, historicus van de oudheid en literair auteur
- Reinier Paping (1931-2021), schaatser, winnaar Friese Elfstedentocht 1963
- Klaas Jan Beek (1935-2019),  landbouwkundige; voormalig rector magnificus ITC
- Carol van Herwijnen (1941-2008), acteur
- Jan Smit (1946), gerechtsdeurwaarder; veilingmeester; oud-voorzitter voetbalclub Heracles
- Rob van Houwelingen (1955), theoloog
- Marianne Muis (1968), zwemster
- Mildred Muis (1968), zwemster
- Azat Malikov (1970), kunstschilder uit Tatarstan
- Malik Azmani (1976), politicus VVD; lid van de Tweede Kamer, lid Europees Parlement
- Leon ter Wielen (1989), voetballer

## Overleden in Ommen
- Johannes Amama Chevallerau (1776-1832), burgemeester van Ommen, Ambt-Ommen en Den Ham
- Douwe Petrus van Steenwijk (1784-1867), arts en schrijver
- Arnoldus Johannes Vos de Wael (1787-1859), politicus en jurist
- Juliaan Lodewijk van Nahuys (1863-1906), burgemeester van Hasselt, Stad Ommen en Ambt Ommen,
- Jonkheer Bertram Storm van 's Gravesande (1873-1959), politicus; burgemeester van Bleiswijk en Wassenaar
- Johanna van Buren (1881-1962), dichteres in de streektaal
- Paul van de Rovaart (1904-1995), hockey-international; winnaar zilveren medaille Olympische Spelen 1928
- Jaap Kamphuis (1921-2001), theoloog
- Kees Meerman (drummer) (1950-2014), drummer
- Jan Eggens (1943-2015), politicus CDA; burgemeester van Dalfsen, Gramsbergen en Dantumadeel
- Carel Knoppers (1930-2021), politicus CHU en CDA; burgemeester van Abcoude en Ommen